# Abū al-Makārim
Abū al-Makārim (en arabe أبو المكاريم) ou Al-Mu'taman Abu al-Makarim Sa'd Allah Jirjis ibn Mas'ud (né en 1149, mort en 1209) est un prêtre de l’Église copte orthodoxe d'Égypte. 

## Œuvre
Abu al-Makarim est mieux connu comme auteur d'un célèbre ouvrage historique encore largement inédit intitulé Des Églises et monastères (en arabe, al-Tarikh wa al-Kana'is Adyirah). Il y  recense toutes les informations disponibles sur chaque église et chaque monastère d'Égypte (y compris la Nubie), soit à partir d'anciens écrits, soit à partir de ses connaissances personnelles et par ouï-dire. Un appendice, peut-être d'un autre auteur, traite des autres églises et monastères d'Asie et d'Europe. L'Histoire d'Abu al-Makarim a été précédemment attribuée à Abu Salih l'Arménien.
Les travaux d'Abou al-Makarim constituent l'une des sources les plus importantes sur la vie de l’Église copte de son temps et sont souvent référencés par les historiens de l'histoire copte.
Son ouvrage fut connu en Occident quand une partie de son manuscrit fut achetée en 1674 pour trois piastres en Égypte par Johann Michael Vansleb. Le manuscrit est maintenant à la Bibliothèque nationale à Paris (ms. Arabe 307). Une photocopie de celui-ci se trouve au Musée copte du Caire. Une note intérieure indique que le propriétaire était Abou Salih l'Arménien. Ce texte a été édité et publié par B. T. A. Evetts, avec une traduction en anglais, comme si Abu Salih en était l'auteur. Un autre manuscrit a depuis été découvert à Munich et un troisième en Égypte, où il a été imprimé en cinq parties par le moine Samuel al-Suryani.